# 決定版・激カラ大賞
『決定版・激カラ大賞』（けっていばん げきカラたいしょう）は、2008年2月5日から同年8月2日までテレビ愛知で放送されていたテレビ放送センター製作の歌謡番組である。全26回。

## 概要
東海3県各地でカラオケ大会を開催し、大会参加者たちが歌声を披露しあう模様を放送していた番組である。
番組は主に、2008年6月に開催の大会決勝戦に向けて各地で行われる予選会の模様を放送。会場には、地元企業が運営する住宅ショールームやステーキレストラン、温泉地の旅館などが選ばれていた。このようにして行われた予選会には計452人が参加し、後に19人にまで絞られた。6月に行われた決勝戦では、さらにその19人の中から勝ち抜いた5人の歌い手たちが出場。その模様は、番組の最終回で放送された。

## 放送時間
いずれも日本標準時。
- 火曜 14:30 - 15:00 （2008年2月5日 - 2008年4月8日）
- 土曜 06:30 - 07:00 （2008年4月19日 - 2008年8月2日）

## 出演者
- 天野鎮雄 - 下記の松原と交替で司会を担当。
- 松原敬生 - 天野が休みの時に司会を担当。最終回では天野とともに司会を務めた。
- 神のぼる - 天野もしくは松原とともに司会を担当。天野と松原が揃って司会を務めた最終回では大会審査委員長を務めた。
- 麻生夕稀 - アシスタントを担当。
- その回のゲスト審査員 - 地元で活動する歌手や作曲家、ニッケンホームの社長などが審査員を務めた。

## スタッフ
- 監修：天野正治（コックスプロ）
- プロデューサー：田中邦昇、藤田剛
- ディレクター：服部徹、多賀万洋
- 編集責任：湯浅一敏（ケイズスタジオ）
- 制作協力：東海第一興商、カラオケ情報誌エース、JOYSOUND
- 撮影・編集：ケイズスタジオ、マスタマスク
- 企画・制作：テレビ放送センター